# Václav Bučovický z Boskovic
Václav Bučovický z Boskovic (* před 1524, † 1554) byl moravský šlechtic z rodu pánů z Boskovic.

## Život

Erb Boskovických

Jeho otcem byl Oldřich Trnavský z Boskovic. První písemná zmínka pochází z roku 1524, kdy se účastnil moravského zemského sněmu. Zanedlouho nato se oženil s Annou z Ojnic. Po její smrti v roce 1538 se oženil podruhé s Marií Žabkovou z Limberka.
V letech 1526–1532 se uváděl jako pán na Nemoticích, v letech 1533–1539 s přízviskem "Letovický" a od roku 1540 jako pán na Bučovicích a Střílkách. V letech 1540, 1544 a 1546 Václav dočasně zastával funkci moravského zemského hejtmana. V roce 1549 držel městečko Vizovice a o rok později získal Černou Horu. Roku 1552 se stal nejvyšším zemský sudím. Zemřel „v pátek po sv. Uršule“ roku 1554. Byl pochován v minoritském klášteře v Brně.

### Rodina
Potomci Václava Bučovického:
- Albrecht Bučovický z Boskovic
- Jan Šembera z Boskovic
- Anežka
- Magdaléna
- Kunka